# Ди Сильвестри, Анжелика
Анжелика Ди Сильвестри урождённая Морроне (англ. Angelica di Silvestri; 25 ноября 1965 года, Козенца, Италия) — доминикская лыжница, участница Олимпийских игр в Сочи. Жена участника Олимпийских игр Гари Ди Сильвестри.

## Карьера
В Кубке мира Ди Сильвестри никогда не выступала. Имеет опыт выступлений в Австрало-Новозеландском кубке, где её лучшим результатом в общем итоговом зачёте стало 28-е место в сезоне 2013-14.
На Олимпийских играх 2014 года в Сочи была заявлена гонке на 10 км классическим стилем, но на тренировке перед гонкой сломала нос и была вынуждена сняться с гонки. В случае выхода на старт стала бы наиболее возрастной лыжницей в истории Олимпийских игр.
За свою карьеру в чемпионатах мира пока не участвовала.